# ピーター・モリニュー
ピーター・モリニュー （Peter Molyneux、1959年5月5日 - ）は、イギリス、ギルフォード生まれのゲームデザイナー、ゲームプログラマーである。

## 経歴
ベアウッド大学、サウサンプトン大学を卒業し、3つのコンピュータ関連企業を経て、1987年ブルフロッグを設立。『ポピュラス』や『テーマパーク』、『ダンジョンキーパー』を制作。ライオンヘッドスタジオ設立後に『ブラック&ホワイト』、『フェイブル』開発に携わる。現在は22Cansに在籍。

### 初期
ピーター・モリニューのキャリアは、1982年にフロッピーディスクの配達・販売をすることから始まる。その中にはアタリやコモドール64向けのゲームも含まれていた。
彼の最初のゲームは『The Entrepreneur』というもので、設立されたばかりの会社を経営するといった内容のビジネスシミュレーションゲームだった。1984年、『The Entrepreneur』を販売するために自費で数百部を用意し、ゲーム雑誌に広告を掲載する。ところが、ゲームの注文は2件しかなく、しかもそのうちの1つは彼の母親によるものだった。
この失敗によってモリニューはゲームデザインをやめ、Taurus Implec Limitedという、中東にベイクドビーンズを輸出する会社をLes Edgarと始める。コモドールはモリニューらのTaurusと、ネットワークソフトウェアを開発していたTORUSという企業とを勘違いし、Amiga10台を無償で提供することを持ちかける。モリニューは良心の呵責を感じながらもこれらを受け取り、Amiga向けのAcquisitionというデータベースを設計した。コモドールの誤解を解いた後にプログラムは販売され、それなりの成功を収めた。

### ブルフロッグ
データベースプログラムの開発で得た資金で、1987年、Les Edgarとともにブルフロッグを設立し
、1989年に世界初のゴッドゲーム『ポピュラス』を発売、400万本を売り上げる。
1995年、ブルフロッグのパブリッシャーであったエレクトロニック・アーツがスタジオを買収し、モリニューはエレクトロニック・アーツの副社長と顧問に就任する。
『ダンジョンキーパー』を最後にエレクトロニック・アーツを去り、1997年にライオンヘッドスタジオを立ち上げる。

### ライオンヘッドスタジオ
600万ドルの私財を投じ、3年の開発期間を経て『ブラック&ホワイト』を2001年に発売する。
2006年にライオンヘッドスタジオはマイクロソフトゲームスタジオに買収され、モリニューはマイクロソフト・ゲームスタジオ・ヨーロッパのクリエイティブディレクターに就任。
2012年には『Fable: The Journey』の完成後にライオンヘッドスタジオを離れることを宣言。ライオンヘッドの元CTO、Tim Ranceの設立した22Cansに参加する。

## メディアにおいて

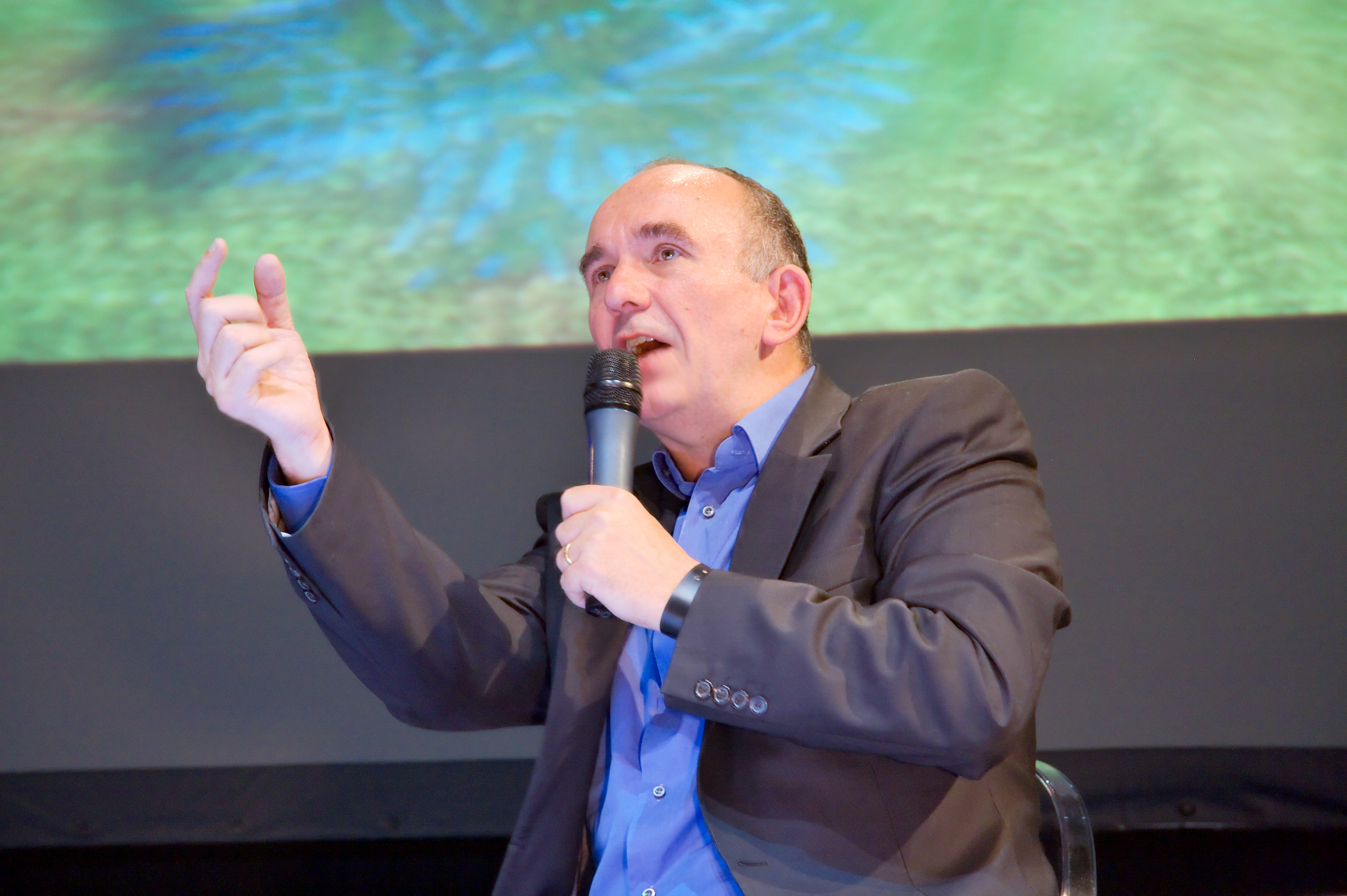
Festival du jeu vidéoにてFable IIをプレゼンテーションするモリニュー（2008）

著名人かつ業界の第一人者として、モリニューはテレビ番組やビデオゲームに関する討論、ドキュメンタリーに多数出演している。
ディスカバリーチャンネルの『Rise of the Video Game』では、ウィル・ライト、シド・マイヤーと並んで、シミュレーションゲームの開発者として特集された。GameTrailersのウェブサイトでは、「Top Ten Game Creators」として認定されている。
批評の上でも、あるいは商業的な部分においても成功を収めている彼のゲームだが、モリニューは開発中のゲームについて熱く語りすぎてしまうことがあると言われている。そしてゲームが発売されるときには、自身の語った野心的な展望の一部は姿を消していることがある。彼のこの傾向は『ブラック&ホワイト』に始まり、特に『フェイブル』のケースがよく知られている。開発中のインタビューでモリニューが語った多くの要素が2004年のリリース時に実装されておらず、この件についてモリニューは公式に謝罪した。

## 受賞・表彰
2004年、AIASのHall of Fameに殿堂入りを果たす。
2005年に大英帝国勲章を受章。
2007年には芸術文化勲章 (en:Ordre des Arts et des Lettres) シュヴァリエを受章し、サウサンプトン大学より名誉理学博士号が贈られる。
2011年、ゲーム・デベロッパーズ・チョイス・アワードにてLifetime Achievement (生涯功労賞) を受賞。同年、2011 British Academy Video Games AwardsにてBAFTAフェローシップを受賞。

## 人物
趣味はマウンテンバイクとロッククライミング。また、大のテレビ嫌いである。曰く「常に情報の受け手側になるテレビには、全く興味がない」とのこと。（ポピュラスのすべて　HIPPONSUPER編集部出版内　ピーター・モリニューへのインタビュー記事より）

## ゲーム
ピーター・モリニューが開発に携わったゲーム

### ブルフロッグ以前
- The Entrepreneur
- Druid 2

### ブルフロッグ
- Fusion（英語版）
- ポピュラス シリーズ
- パワーモンガー 当時のプラットホームはAMIGA[要出典]
- シンジケート
- テーマパーク
- Magic Carpet（英語版） シリーズ
- Hi-Octane（英語版）
- Genewars（英語版）
- ダンジョンキーパー

### ライオンヘッドスタジオ
- ブラック&ホワイト シリーズ
- フェイブル シリーズ
- The Movies（英語版） シリーズ
- Project Milo（英語版） (技術デモ)

### 22Cans
- Curiosity – What's Inside the Cube? （英語版）
- Godus